# Франциско Міраллес
Франциско Міраллес (ісп.: Francisco Miralles; Санта-Крус, Кольчагуa, 4 жовтня 1837 — Сантьяго, 14 травня 1890) — чилійський інженер, художник і письменник, відомий своїм впливом на жанр наукової фантастики чилійської літератури.

## Біографія
Інженер, художник і письменник, він вивчав математику та природничі науки в Національному інституті Чилі. Він отримав диплом інженера в 1856 році й був призначений членом геодезичної комісії. Трохи пізніше його призначили на ту ж посаду на Південній залізниці. Захопившись образотворчим мистецтвом, він згодом присвятив себе живопису та фотографії, бувши винахідником оригінальної системи портретів маслом. У жанрі портрета він відмінно виступив як живописець. У 1874 році він опублікував своє наукове відкриття видобутку питної води з моря за нижчою ціною, ніж вода, вироблена дистиляційними машинами.
У 1877 році він виявив себе освіченим, геніальним і оригінальним письменником, опублікувавши в газеті La República серію статей про звичаї у формі романсів, описуючи видатних особистостей з політичного світу, підписаних під псевдонімом Saint Paul. У 1879 році він вставив різні літературні статті в El Nuevo Ferrocarril, зображуючи особистостей того часу, які мали найвидатнішу фігуру в листах і політиці. Перо його критика і біографа було таким же вправним, як і пензель портретиста. Найбільш яскраві статті, опубліковані в чилійській пресі, що описують моральну та історичну фізіономію Мігеля Луїса Амунатегі та Федеріко Ерразуріса Ечауррена, належать геніальному перу Міраллеса.
У журналі Chilean Magazine він опублікував цікаве дослідження, пов'язане з «Теорією кольорів» і його романом «Авеліна», яке отримало приємну критичну оцінку від наукового коментатора Педро Антоніо Переса [Кефаса]. Він співпрацював із чудовими статтями різного літературного характеру в Los Tiempos, La Patria, Las Novedades та El Ferrocarril. Серед його найвідоміших творів ми можемо назвати La pintura en Chile, Хосе Хоакіна Переса, Мігеля Луїса Амунатегі та Еулохіо Альтамірано. Він провів блискучу та надзвичайно цікаву літературну полеміку в La Patria de Valparaíso з Едуардо де ла Барра Ластарріа про літературу та мистецтво, у якій він сказав, що видатний чилійський поет зобразив себе лордом Байроном, оскільки вважав, що він мав втілення його блискучої душі.
У 1877 році він опублікував оригінальну та цікаву книгу геніального фентезі під назвою «З Юпітера», свого роду ідеалістичні мрії, схожі на філософські та астрономічні фантазії Фламмаріона, і вважалися першими науково-фантастичними творами чилійської літератури. Рідкісний талант, він володів надзвичайними якостями художника та письменника, такими як справді оригінальна уява та фантазія, малювання пером та пензлем прекрасних творінь свого натхнення та ідеалу.
Він помер 14 травня 1890 року в Сантьяго де Чилі від раку шлунка.

## П'єси
- З Юпітера (1877)